# Időegyenlet
Az időegyenlet vagy időkiegyenlítés az óra által mutatott középidő és egy napóra által mutatott valódi idő különbsége. A pontos érték ismerete fontos a geodéziai és navigációs helymeghatározásban a földrajzi hosszúság kiszámításakor.

## A szó jelentése
Az antik csillagászok szóhasználatában a latin equatio (egyenlet) illetve a görög analemma javítást, kiigazítást, korrekciót jelentett, azt az értéket, amelyet a valamilyen módon kiszámított vagy mért mennyiséghez hozzá kell adni, hogy a helyes értéket megkapjuk.

## Története
Geminus (i. sz. 50 körül) említi, majd egy évszázad múlva Ptolemaiosz (i. sz. 150 körül) híres művében, az Almagesztben az okát is megmagyarázva közli a korának megfelelő pontosságú értékeket. Igazi jelentőségét a Kepler-probléma megoldásával és a csillagászati, majd a hajózási műszerek pontosságának kifejlesztésével nyerte el. Ekkor vált lehetségessé a világidő mérése és ezzel a pontos földrajzi helymeghatározás.

## Az okok

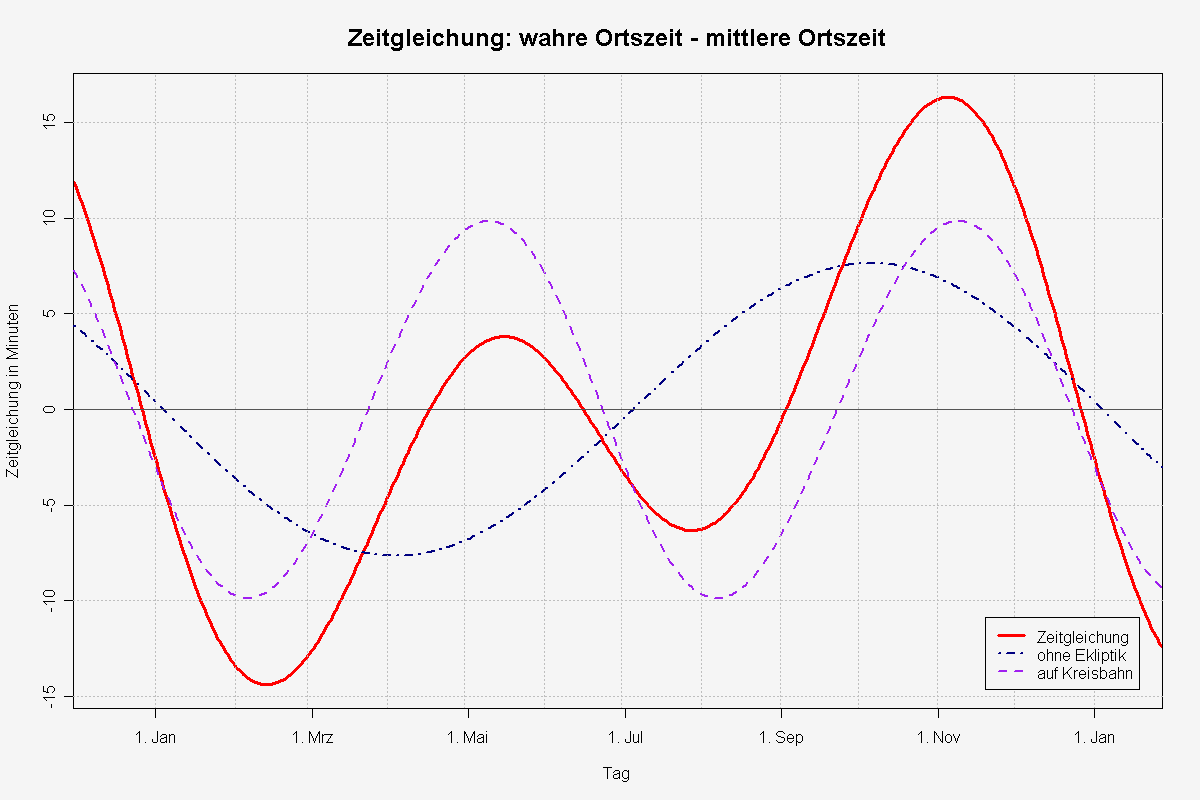
Az ábra mutatja, hogyan adja ki a két fő komponens az időkiegyenlítést (piros vonal)

Az idő kiegyenlítésére azért van szükség, mert a Nap helyzete alapján mért helyi idő (napóra, szextáns) nem egyezik az időmérés alapját képező, egyenletesen telő középidővel (karóra, falióra, kvarcóra, atomóra stb.). Az eltérésnek két fő oka, hogy
1. a földpálya ellipszis és a keringési sebesség nem egyenletes,
2. a földpálya (ekliptika) és az egyenlítő síkja nem esik egybe (tengelyferdeség).

Kisebb anomáliát (eltérést) okoz a tavaszpont és a perihélium vándorlása, valamint a Föld forgási tengelyének és forgási sebességének időszakos változása. Ezeket vagy a két fő komponens számításánál veszik figyelembe, vagy hatásuk elhanyagolható. A számításokhoz szükséges változó adatokat csillagászati és navigációs intézetek évkönyveikben (Annales) vagy honlapjukon közlik.
Évente négy alkalommal (április 15., június 14., szeptember 1. és december 25.) az időeltérés nullává válik a helyi idő és a  középidő között. A legnagyobb eltérés novemberben van, ez eléri a 16 percet.

## Az elliptikus eltérés
A Nap ekliptikai hosszúsága ({\displaystyle \lambda }) a valódi ({\displaystyle \omega }) anomália alapján számítható. A Kepler-probléma (közelítő) megoldása alapján:
{\displaystyle \lambda (t)=\omega (t)+\psi =\psi +2\pi t+2e\cdot \sin(2\pi t)+1,25e^{2}\cdot \sin(4\pi t)+\dots [mod{(2\pi )}]}
ahol {\displaystyle \psi } a perihélium ekliptikai hosszúsága és e = 0,0167 a Földpálya excentrumossága. A t időt a perihéliumátmenet időpontjától számítjuk, ami változik. Megfelelő átszámítással a korrekció fokokban, napokban, órákban illetve ezek törtrészében számítható.

## Az ekliptikai eltérés
Az idő egyenletes méréséhez kitalált fiktív egyenlítői középnap az égi egyenlítőn mozog egyenletesen  és nem az ekliptikán, mint a valódi Nap. A két sík hajlásszöge (az ekliptika hajlása) {\displaystyle \varepsilon =23,4^{\circ }}. Ezért az ekliptikán mért hosszúságnak az égi egyenlítőre eső vetületével, azaz a Nap egyenlítői koordinátájával, az {\displaystyle \alpha } rektaszcenzióval kell számolni. A vetületi rövidülés a hosszúságtól is függ, a korrekciós faktor az {\displaystyle \epsilon } hajlásból:
{\displaystyle \tau =\tan ^{2}({\frac {\varepsilon }{2}})} , amivel a vetület:
{\displaystyle \alpha (t)=\alpha =\lambda -\tau \sin(2\lambda )+0,5\tau ^{2}\sin(4\lambda )\!\,},

## Az idő szinkronizálása
A két lépésben történő számításhoz az időt a Föld perihéliumátmenetétől kell számítani. Erre január 3-án kerül sor, de az  átmenet időpontja változik. Egyrészt a bolygók perturbációja miatt a pálya nagytengelye lassan elfordul, másrészt az év nem pontosan 365 napos hossza miatt egy napon belül ingadozik.
Az égi koordináták kezdőpontja a tavaszpont. A naptári év hosszát a Nap két tavaszpont-átmenete határozza meg (tropikus év). Az átmenet naptári időpontja, a tavaszi napéjegyenlőség az előbbi okok miatt változik március 19-21 között. Ezen felül a tavaszpont helye a Föld tengelyének perturbációja miatt az egyenlítőn vándorol.
Az éven belüli időmérésünk kezdete január 1-jén világidőben (UTC) a {\displaystyle 00^{h}00^{m}00^{s}} időpont. Mivel az időegyenletnek nincs egzakt megoldása, a közelítő formulákat az alkalmazás pontossági igényéhez igazítva úgy adják meg, hogy abban a t változó helyett az év napjainak sorszáma (d) szerepel: január 1.=1, január 2.=2, …, február 1.=32, …., december 31.=365. A csillagászok inkább a Julián dátumot (JD) használják, melynek kezdete i. e. 4713. január 1. 12:00:00.

## Az időegyenlet
A gyakorlatban (geodézia, navigáció stb.) a mérés a Nap (vagy közvetve más égitest) óraszögének ({\displaystyle \alpha }) műszeres meghatározásával történik (valódi idő). Az adott hely földrajzi hosszúsága pedig a fiktív középnap óraszögével ({\displaystyle \alpha _{0}}) egyezik (helyi középidő). Ezért az időegyenletet e két óraszög különbségeként adják meg, melyet a műszerrel meghatározott időhöz hozzáadva megkapjuk a középidőt:
{\displaystyle E=\alpha -\alpha _{0}\!\,},
Más megközelítésben az időegyenlet definíciója
{\displaystyle \alpha -\mu +\psi \!\,},
ahol {\displaystyle \alpha \!\,} a valódi Nap rektaszcenziója, {\displaystyle \mu \!\,} a közepes anomália, és {\displaystyle \psi \!\,} a perihélium ekliptikai hosszúsága.  A megfelelő gömbháromszögekből a rektaszcenzió:
{\displaystyle \cos(\alpha )=\cos(\omega -\psi )/\cos(\delta )\!\,},
ahol {\displaystyle \omega \!\,} a valódi anomália és {\displaystyle \delta \!\,} a Nap deklinációja:
{\displaystyle \sin(\delta )=\sin(\mu -\psi )\sin(\varepsilon )\!\,},
ahol {\displaystyle \varepsilon \!\,} az ekliptika és az egyenlítő szöge (inklináció).

## Közelítő formulák
E = középidő - helyi idő:
{\displaystyle E=0,171\sin(0,0337t+0,465)+0,1299\sin(0,01787t-0,168)\!\,},
{\displaystyle E=595^{s}\sin(198^{\circ }+1,9713^{\circ }t)+441^{s}\sin(175^{\circ }+0,9856^{\circ }t)\!\,},
Jól használható a következő algoritmus:
Legyen d = naptári nap sorszáma, azaz 
Január 1. ⇒ d=1
Január 2. ⇒ d=2
{\displaystyle \vdots }
Legyen B értéke
fokokban: {\displaystyle B=360^{\circ }(d-81)/364\!\,}
illetve
radiánban: {\displaystyle B=2\pi (d-81)/364\!\,}
Ekkor
{\displaystyle E=9,87\sin(2B)-7,53\cos(B)-1,5\sin(B)\!\,},
ahol {\displaystyle E\!\,} percekben értendő.
Ezzel az approximációval készült a fenti kép.